# Ави (Франция)
Ави́ (фр. Avy) — коммуна во Франции, находится в регионе Пуату — Шаранта. Департамент коммуны — Шаранта Приморская. Входит в состав кантона Пон. Округ коммуны — Сент.
Код INSEE коммуны — 17027.

## Население
Население коммуны на 2010 год составляло 472 человека.
| 1962 | 1968 | 1975 | 1982 | 1990 | 1999 | 2010 |
| ---- | ---- | ---- | ---- | ---- | ---- | ---- |
| 330  | 361  | 400  | 399  | 457  | 480  | 472  |

## Экономика
В 2010 году среди 329 человек трудоспособного возраста (15—64 лет) 236 были экономически активными, 93 — неактивными (показатель активности — 71,7 %, в 1999 году было 70,8 %). Из 236 активных жителей работали 217 человек (115 мужчин и 102 женщины), безработных было 19 (6 мужчин и 13 женщин). Среди 93 неактивных 27 человек были учениками или студентами, 47 — пенсионерами, 19 были неактивными по другим причинам.